# Шашуки
Шашуки — деревня в Краснинском районе Смоленской области России. Входит в состав Красновского сельского поселения. Население — 1 житель (2007 год).
Расположена в западной части области в 23 км к северо-западу от Красного, в 2 км севернее автодороги М1 «Беларусь», на берегу реки Ольшанка. В 5 км юго-восточнее деревни расположена железнодорожная станция О.п. 478-й км на линии Москва — Минск.

## История
В годы Великой Отечественной войны деревня была оккупирована гитлеровскими войсками в июле 1941 года, освобождена в сентябре 1943 года.